# Svend-Foyn-Gletscher
Der Svend-Foyn-Gletscher (norwegisch Svend Foynbreen) ist ein Auslassgletscher auf der politisch zu Norwegen gehörenden Insel Jan Mayen. Er wurde von Henrik Mohn, dem Leiter der Norwegischen Nordmeerexpedition 1876–1878, nach dem norwegischen Walfangmagnaten Svend Foyn benannt.
Der Svend-Foyn-Gletscher nimmt seinen Anfang im nördlichen Teil der Eiskappe des Beerenbergs. An der Flanke dieses nördlichsten aktiven Vulkans der Erde fließt er im oberen Bereich noch direkt am Kjerulf-Gletscher, im unteren von diesem durch den Bergrücken Kvalnosa geschieden zur Nordküste der Insel, wo er nach 4,6 km über einen Eisfall den Strand, bei Flut auch das Meer erreicht. Der Svend-Foyn-Gletscher ist nach dem Weyprecht- und dem Kjerulf-Gletscher der aktivste Gletscher Jan Mayens. Er ist der einzige Gletscher Jan Mayens, der Ogiven bildet.